# Margaret Chan
Margaret Chan Fung Fu-chun (cinese tradizionale: 陳馮富珍; cinese semplificato: 陈冯富珍; pinyin: Chén Féng Fùzhēn; jyutping: Can4 Fung4 Fu3 Jan1; Hong Kong, 21 agosto 1947) è un medico e funzionario cinese, dal 2007 al 2017 direttore generale dell'Organizzazione mondiale della sanità.

## Biografia
Dopo la laurea in medicina alla University of Western Ontario, la Chan conseguì un Master of Public Health e in seguito venne assunta al Dipartimento della Salute di Hong Kong. Nel 1992 ne venne nominata vicedirettore e appena due anni dopo divenne direttore, prima donna in assoluto ad occupare questo posto. In questa sede si occupò fra le altre cose delle emergenze H5N1 e SARS.
Dopo venticinque anni di servizio la Chan abbandonò il governo di Hong Kong nel 2003 per aderire all'OMS. Nel 2007 venne scelta per presiedere l'organizzazione e le venne affidato un mandato della durata di cinque anni; alla scadenza del primo mandato nel 2012, la dottoressa Chan venne riconfermata per un secondo.
Margaret Chan, oltre ad essere stata nominata ufficiale dell'Ordine dell'Impero Britannico dalla sovrana Elisabetta II, è stata ripetutamente inclusa dalla rivista Forbes nella sua lista delle 100 donne più potenti del mondo: nel 2007 era al trentasettesimo posto, nel 2008 all'ottantaquattresimo, nel 2009 al trentottesimo, nel 2011 al sessantottesimo e nel 2012 al trentasettesimo.